# Calidad educativa
La calidad educativa se define según el Instituto Nacional para la Evaluación de la Educación (INNE), una institución mexicana, de las siguientes formas:   
1. «La calidad del sistema educativo es la cualidad que resulta de la integración de las dimensiones de pertinencia, relevancia, eficacia interna, eficacia externa, impacto, suficiencia, eficiencia y equidad» (INEE, 2006)[1]
2. «Recibir una educación de calidad, representa adquirir las competencias y los conocimientos necesarios para asegurar el reconocimiento y el respeto permanente a todos los derechos humanos.» (INEE,2019)[2]

## Corrientes de pensamiento sobre la Calidad Educativa
Muñoz (2003) explica «que la educación es de calidad cuando está dirigida a satisfacer las aspiraciones del conjunto de los sectores integrantes de la sociedad a la que está dirigida; si, al hacerlo, se alcanzan efectivamente las metas que en cada caso se persiguen; si es generada mediante procesos culturalmente pertinentes, aprovechando óptimamente los recursos necesarios para impartirla y asegurando que las oportunidades de recibirla –y los beneficios sociales y económicos derivados de la misma– se distribuyan en forma equitativa entre los diversos sectores integrantes de la sociedad a la que está dirigida.» 
Crosby, Phillip (2004). La calidad no cuesta. El arte de cerciorarse de la calidad. CERSA. (2004) señala que la calidad  se define enteramente en cumplir con los requisitos. Por otra parte, Kaoru Ishikawa (1986)establece que la calidad es el desarrollo en todos los pasos y procesos hasta lograr una producción cien por ciento libre de defectos. Ese defecto se debe a los hechos ocurridos en ese tiempo.
Blotta, Corengia y Carranza (2003) investigan el tema de la identidad institucional como uno de los indicadores que determinan la calidad en el nivel universitario, siguiendo los criterios utilizados por la Red Universitaria de Evaluación de la Calidad. En su estudio de investigación, realizan la distinción entre calidad declarada y calidad percibida, donde el primer término hace referencia a lo declarado en los documentos institucionales (ideario, misión, valores, cultura) y el segundo término, a la calidad percibida por la comunidad de profesores, alumnos, graduados y no docentes. Agregan además el concepto de calidad sugerida, bajo el cual agrupan las sugerencias de mejora realizadas por los diferentes actores de la comunidad universitaria.

## Características
Además, se señala que un sistema educativo de calidad y mejoramiento académico se caracteriza por:
- Ser accesible a todos los ciudadanos.

- Facilitar los recursos personales, organizativos y materiales, ajustados a las necesidades de cada alumno para que todos puedan tener las oportunidades que promoverán lo más posible su progreso académico y personal.

- Promover cambio e innovación en la institución escolar y en las aulas (lo que se conseguirá, entre otros medios, posibilitando la reflexión compartida sobre la propia práctica docente y el trabajo colaborativo del profesorado).

- Promover la participación activa del alumnado, tanto en el aprendizaje como en la vida de la institución, en un marco de valores donde todos se sientan respetados y valorados como personas.
- Lograr la participación de las familias e insertarse en la comunidad.
- Estimular, facilitar el desarrollo, el bienestar del profesorado y de los demás profesionales del centro.

## Factores que definen una educación de calidad
Factor recursos: es el que se refiere a los materiales, instalaciones, medios, etc. 
Este factor se debe a que si una escuela tiene mejores recursos significa que tiene dinero suficiente para tener mejores profesores por lo que los alumnos serán mejores. Pero si el caso es que una escuela cuenta con pocos recursos, es decir poco dinero la calidad de los profesores será menor y la de los estudiantes.
Factor alumno: es complejo ya que si un alumno no cuenta con un nivel de capacidad y motivación adecuada, por más buena que sea la calidad del profesor y de la escuela el alumno no va a ser bueno. Por lo que este factor debe de llevarse de forma adecuada.
Factor profesor: este factor es de los más importantes ya que con él se debe determinar la calidad del profesor y la calidad en la que enseña. Otros aspectos que se toman en este factor son las competencias personales y docentes del profesor, estas competencias son importantes ya que determinan el dominio que tiene el profesor al momento de enseñar.

## Investigaciones sobre calidad educativa
La calidad deficiente en la educación y atención preescolar (EyAP) puede ser perjudicial para el desarrollo de los niños, al conducirlos a resultados deficientes en el ámbito social, emocional, educativo, de salud y económico. La falta de consenso con respecto al nivel de relación entre la cualificación de los docentes y la calidad del entorno educativo ha dificultado que tanto los formuladores de políticas, como los profesionales de la educación, puedan establecer estrategias que mejoren los resultados de aprendizaje en los niños que están en las primeras etapas de su educación. 
Una revisión sistemática que resume los hallazgos de 48 estudios, concluyó que existe una correlación positiva y estadísticamente significativa entre la cualificación docente y la calidad del entorno educativo preescolar. Este resultado no es dependiente de la cultura o el contexto, dado que la evidencia proviene de varios países. Sin embargo, debido a que los estudios son correlacionales, se necesita evidencia de otros estudios que permita evaluar la causalidad. Asimismo, investigaciones adicionales deberían evaluar qué conocimientos y habilidades específicos aprendidos por los maestros son los que les permiten cumplir con sus funciones de manera eficaz.
Es importante añadir este comentario acerca de cómo influye el ambiente familiar en la educación: «Diversos estudios han informado que los niños pueden presentar problemas de comportamiento de externalización e internalización y dificultades de ajuste psicosocial como resultado de estilos de crianza disfuncionales (Ej. el uso del castigo físico, la falta de comunicación, la inconsistencia y la ambigüedad en las reglas y límites), por lo que varios estudios se han centrado en estudiar la predicción de los comportamientos de externalización e internalización de los estilos parentales y, se descubrió que el estilo autoritario estaba relacionado con estos. Se argumenta que la calidad de las relaciones entre los padres y sus hijos puede fortalecerse cuando los padres se dan cuenta de la educación de sus hijos. La comunicación, ha sido el factor protector encontrado tanto para las conductas de externalización como de internalización. Esto puede explicarse por familias que tienen estilos de crianza firmes, sostenidos por criterios que inculcan autonomía para todos los miembros y promueven relaciones adecuadas basadas en el afecto. Estas familias presentan los mejores resultados en la educación de los niños.» (Moreno, Espada, Gómez, 2019)
La implicación de los padres y madres en la educación de sus hijos es un componente fundamental para el desarrollo integral de los niños y jóvenes. El papel activo de la familia en el proceso educativo no solo fortalece los lazos afectivos, sino que también potencia el rendimiento académico y el bienestar emocional de los estudiantes. La colaboración entre la escuela y el hogar, donde ambos actúan como pilares de apoyo, crea un entorno propicio para el crecimiento personal y académico de los hijos, generando así un impacto duradero en su éxito educativo y en su vida futura.
Ahora bien, las madres y padres participan fundamentalmente en la gestión de la educación, pero no en el proceso de aprendizaje de sus hijos e hijas, esto parece habitual en el contexto venezolano como se evidencia en estudios realizados sobre este aspecto en unidades educativas de otros Estados, como Miranda y Carabobo. Esto, a pesar de las bases teóricas que establecen la importancia de la relación familia-escuela para la adecuada formación estudiantil, por lo que es habitual, que la institución educativa asuma la tarea de enseñanza de manera aislada, en un proceder que escasamente tienen buenos resultados (Torres, 2012)